# Горгадзе, Хатиджа Мамудовна
Хатиджа Мамудовна Горгадзе, в девичестве — Эминадзе (1921 год, село Дагва, АССР Аджаристан, ССР Грузия) — колхозница колхоза имени Ворошилова Дагвинского сельсовета Кобулетского района Аджарской АССР, Грузинская ССР. Герой Социалистического Труда (1949).

## Биография
Родилась в 1921 году в крестьянской семье в селе Дагва Кобулетского уезда (сегодня — Кобулетский муниципалитет). С середины 1930-х годов трудился рядовой колхозницей на чайной плантации колхоза имени Ворошилова Кобулетского района с усадьбой в селе Дагва. Председателем этого колхоза с 1933 года был Христо Лавасас.
В 1948 году собрала 6805 килограмм сортового зелёного чайного листа на участке площадью 0,5 гектара. Указом Президиума Верховного Совета СССР от 29 августа 1949 года удостоена звания Героя Социалистического Труда за «получение высоких урожаев сортового зелёного чайного листа и цитрусовых плодов в 1948 году» с вручением ордена Ленина и золотой медали «Серп и Молот» (№ 4537).
Этим же указом званием Героя Социалистического Труда были награждены председатель колхоза Христо Елефтерович Лавасас и одиннадцать тружеников колхоза, в том числе агроном Герасим Панаётович Андреади, звеньевые Перикли Лукич Каситериди, Лазарь Диитриевич Кимициди, Стилиан Иванович Салвариди, колхозники Калиопи Анестиевна Павлиди, Елена Христовна Каситериди, Анести Христофорович Мурадов, Ольга Петровна Мурадова, Феофиолакт Христофорович Неаниди, София Дмитриевна Симвулиди.
Проживала в родном селе Дагва.
Награды
- Герой Социалистического Труда
- Орден Ленина
- Медаль «За трудовое отличие» (14.11.1951)